# Marian Miłek
Marian Antoni Miłek (ur. 20 maja 1945 w Katowicach) – polski inżynier elektrotechnik i polityk, profesor nauk technicznych, profesor zwyczajny Uniwersytetu Zielonogórskiego, były wojewoda zielonogórski i wiceminister skarbu, senator VI kadencji.

## Życiorys
W 1970 ukończył studia na Politechnice Śląskiej. W 1976 obronił doktorat, w 1981 habilitował się, w 1993 uzyskał tytuł profesora nauk technicznych. Był pracownikiem naukowym Politechniki Śląskiej, a od 1986 Wyższej Szkoły Inżynierskiej w Zielonej Górze. Pełnił funkcje prorektora, a w latach 1990–1996 rektora tej uczelni, doprowadzając do jej przekształcenia w Politechnikę Zielonogórską.
W 1998 był inicjatorem powstania Państwowej Wyższej Szkoły Zawodowej w Sulechowie, w której również do 2007 był rektorem. Ponownie objął tę funkcję w 2015.
W latach 1997–1998 z rekomendacji Akcji Wyborczej Solidarność zajmował stanowisko wojewody zielonogórskiego, do 2002 zasiadał w sejmiku lubuskim. W 2001 pełnił funkcję wiceministra w Ministerstwie Skarbu Państwa, w wyborach parlamentarnych w tym samym roku bez powodzenia kandydował do Senatu z ramienia Bloku Senat 2001.
W wyborach parlamentarnych w 2005 jako kandydat niezależny uzyskał mandat senatorski w okręgu lubuskim. W trakcie kadencji należał do Koła Senatorów Niezależnych i Ludowych. W wyborach w 2007 nie ubiegał się o reelekcję.
Odznaczony Krzyżem Kawalerskim (1996) i Oficerskim (2012) Orderu Odrodzenia Polski. Uchwałą nr XXXVII/345/2002 rady miejskiej w Sulechowie z 12 września 2002 został wyróżniony tytułem honorowego obywatela tej gminy.